# Va y Ven
El Sistema Metropolitano de Movilidad Amable y Sostenible Va-y-Ven, también conocido solamente como Va y Ven, es un Sistema de Transporte Público Integrado (SIT) del estado de Yucatán, México. Es administrado por la Agencia de Transporte de Yucatán, organismo autónomo del estado,  y operado mediante concesión por diversas empresas del sector privado. El Va y ven ofrece diversos servicios de transporte urbano y de movilidad en las ciudades de Valladolid, Tizimín y próximamente Tekax, así como en la zona metropolitana de Mérida, incluyendo los municipios de Mérida, Kanasín, Umán, Ucú y Progreso.

## Historia

### Proyecto y primera ruta Va y Ven
El Va y Ven es un proyecto realizado por el Fondo Nacional de Infraestructura (FONADIN) del Banco Nacional de Obras y Servicios Públicos (BANOBRAS), construido y promovido por la administración estatal del exgobernador de Yucatán, Mauricio Vila (2018-2024), para modernizar y mejorar el transporte público en la ciudad de Mérida. Este nuevo proyecto sería el reemplazo del "Sistema de Transporte Urbano SITUR", proyecto de transporte de la administración estatal anterior (2012-2018) que por su naturaleza de no ser un proyecto integral, terminó siendo un fracaso, además de ser el responsable que empresas quedaran en quiebra como Alianza de Camioneros de Yucatán (ACY).

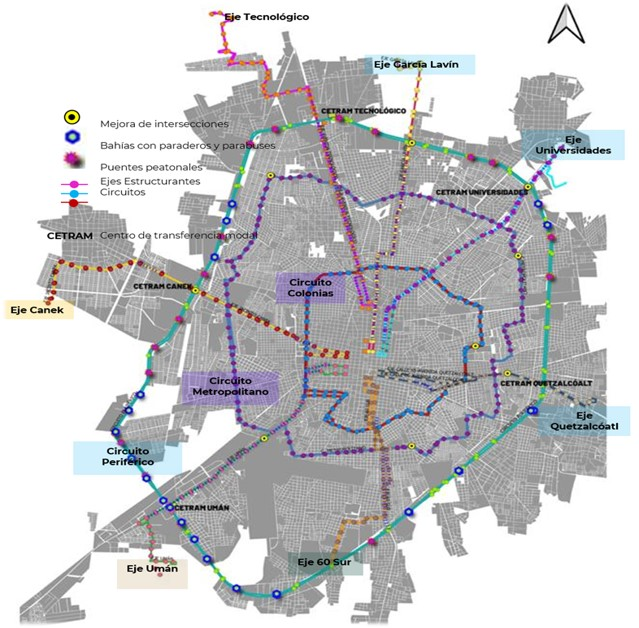
Sistema Integral de Transporte Mérida 1.ª Etapa, FONADIN (2020)

El proyecto original presentado por el FONADIN, consistía en la renovación de la flota del transporte en la ciudad de Mérida, así como la consolidación de corredores importantes mediante unidades amigables con el medio ambiente, semaforización inteligente de la ciudad, un centro de monitoreo y la integración de un sistema de recaudo inteligente y electrónico. Del proyecto original solo se tomó la ruta Periférico, posteriormente se harían cambios legales y administrativos para que el proyecto pudiera ampliarse a todo el transporte de Mérida y no solo corredores.
El proyecto Va y Ven inició formalmente el 27 de noviembre de 2021 con la inauguración de la primera ruta integrada del Va y Ven, el Circuito Periférico, un transporte de servicio rápido que recorrería en el Periférico de la ciudad de Mérida Manuel Berzunza y Berzunza. Contaría con dos rutas idénticas, una girando en sentido horario llamada Circuito Periférico interior, y la otra ruta en sentido anti-horario llamada Circuito Periférico Exterior, y dotaría de nueva infraestructura al periférico de Mérida y nuevos buses modelo Urviabus de la marca Scania. Esta nueva ruta contaría con paraderos establecidos de ascenso y descenso, una aplicación móvil para visualizar la ubicación de los paraderos, las dos rutas (interior y exterior), así como la ubicación en tiempo real de los autobuses en servicio y el tiempo de espera para la llegada del siguiente autobús. Tuvo un periodo de uso gratuito durante un mes para que los ciudadanos pudieran conocer este nuevo sistema de transporte y poder migrar al nuevo sistema de pago electrónico.

### Ampliación del proyecto y continuación
En 2022 el entonces gobernador anunció la ampliación del servicio Va y Ven con la creación de nuevas rutas, modernización de flota de autobuses de las rutas más importantes de la ciudad, así como la instalación de más paraderos en la ciudad y creación de infraestructura de movilidad, como pasos peatonales seguros, centros de transferencia modales y una ruta de transporte eléctrico. 

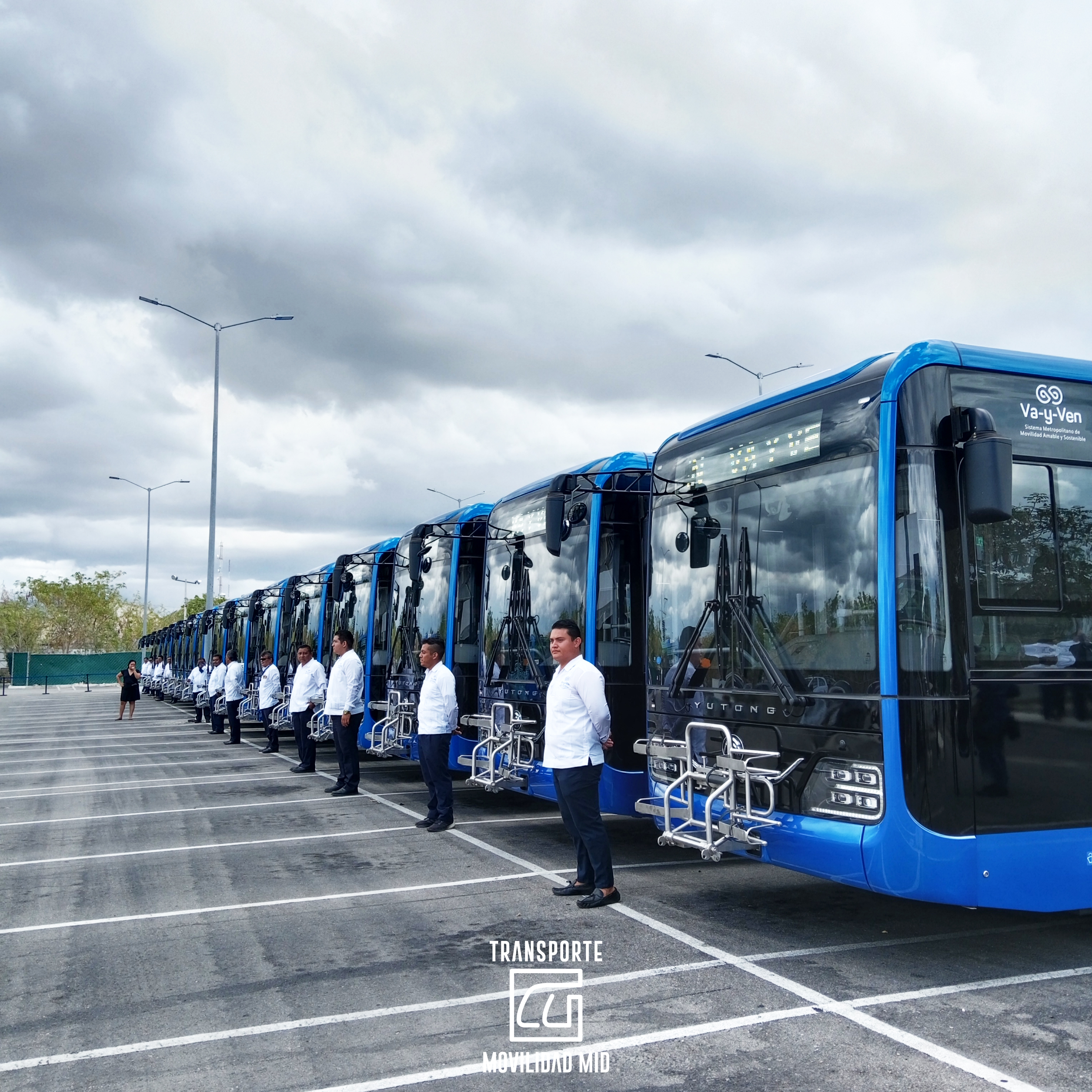
Presentación de flotilla de Yutong Híbridos para nuevas rutas Va y Ven. Junio 2024

En septiembre de 2022 inició el servicio de Rutas Nocturnas, un nuevo servicio de transporte que no existía anteriormente. Fueron 13 rutas que empezaron a dar servicio a la ciudad todos los días a partir de las 11 de la noche hasta las 5 de la mañana del día siguiente. Para el 19 de noviembre de 2022 se inauguraría la siguiente ruta de Va y Ven, la Ruta Aeropuerto, que daría servicio de transporte urbano al aeropuerto de la ciudad de Mérida, conectándolo con el centro histórico de la ciudad y zonas turísticas.
En 2023 se inauguraron diversas rutas de alta demanda de la ciudad, tales como Circuito Metropolitano, Circuito Poniente Plazas y Universidades, Circuito Rojo, rutas de ciudad Caucel, rutas del fraccionamiento Las Américas, entre otras rutas. Este año culminaría en diciembre con la inauguración de las primeras rutas del IE-TRAM, el nuevo servicio tipo BRT (Bus Rapid Transit) eléctrico de la ciudad de Mérida que daría servicio de conexión con la Estación Teya del Tren Maya recién inaugurada el 15 de diciembre, y la ruta La Plancha-Kanasín en el penúltimo día del año. 
Para 2024 se iniciaría la conversión de rutas de toda la ciudad de Mérida con bloques de nuevas rutas Va y Ven de manera semanal, incluyendo nuevas rutas del Ie-tram, así como incursionando el servicio de Va y Ven en las ciudades de Valladolid y Tizimín, y la inauguración de los nuevos Centros de Transferencia Modal en la ciudad de Mérida. 
El proyecto originalmente fue diseñado por el Instituto de Movilidad y Desarrollo Urbano del Estado de Yucatán (IMDUT) en conjunto con BANOBRAS desde el año 2020, sin embargo para el año 2024 el proyecto pasó a manos de la Agencia de Transporte de Yucatán, un nuevo organismo autónomo creado únicamente para administrar de manera independiente y autosustentable el sistema de transporte del estado de Yucatán Va y Ven.

## Servicios

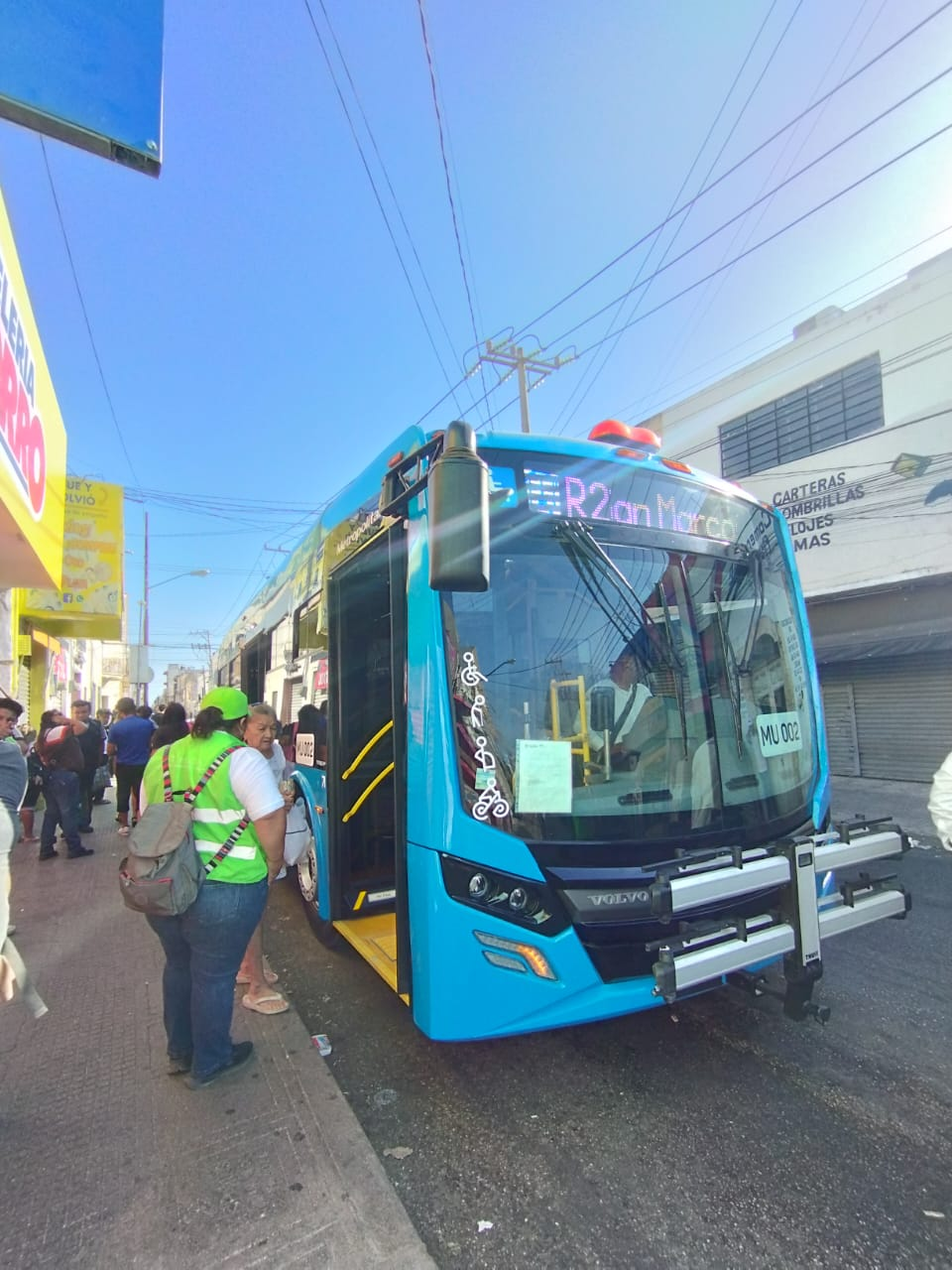
8BR Metropolitan Volvo-AYCO de Ruta 2 San Marcos

### Rutas de transporte público.
Habitualmente llamadas solo como Rutas Va y Ven.
Es el servicio habitual de rutas de transporte público urbano que opera dentro de las áreas urbanas y semiurbanas de las ciudades de Mérida, Valladolid y Tizimín, así como los municipios conurbanos de Kanasín y Umán en un horario diurno de 5 a. m. a 11 p. m.

#### -Rutas Va y Ven
Son las rutas habituales que tienen un derrotero radial, pues parten de un paradero terminal en el centro histórico de Mérida y van hacia diferentes puntos de la ciudad. Tienen un recorrido centro-barrio como ida, y un recorrido barrio-centro como regreso.
Estas rutas están se encuentran en la aplicación Va y Ven con las nomenclaturas entre las ruta número 1-99 y las rutas 100's.

#### -Circuitos Va y Ven
Son las rutas habituales que tienen un recorrido que no pasa por el centro histórico, pueden ser circulares como Circuito Periférico o ir a diversos puntos de la ciudad en forma de bucle como Circuito Rojo o Circuito Poniente Plaza y Universidades.
Estas rutas se encuentran en la aplicación Va y Ven con las nomenclaturas 700's y 10000's.

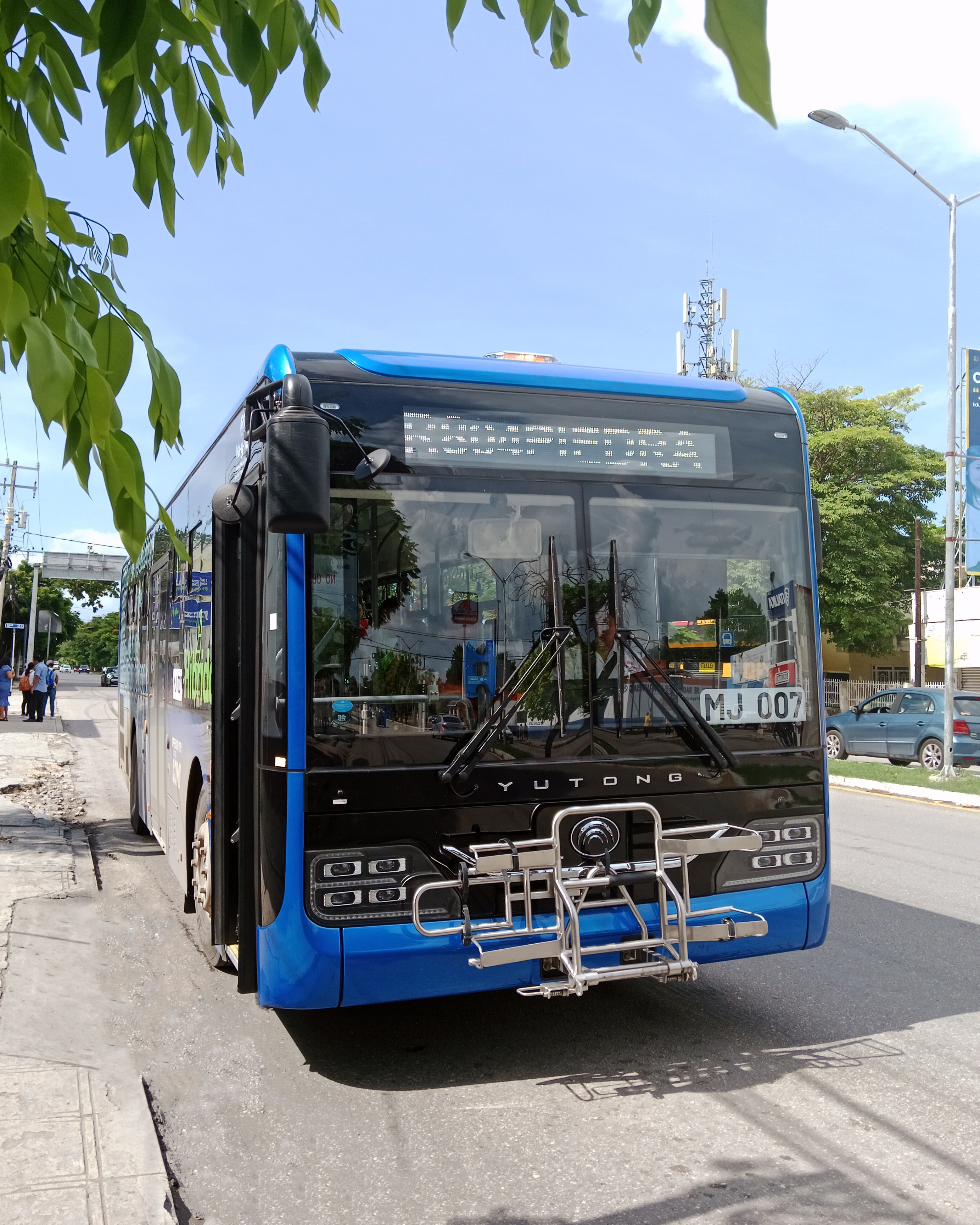
Yutong Híbrido de ruta Piedra de Agua Express

#### -Rutas Va y Ven Express
Son las variantes de diversas rutas Va y Ven y circuitos de mayor demanda, solamente que tienen menos paradas establecidas, haciendo que el recorrido sea mucho más rápido. Algunas veces usan los carriles confinados y las estaciones y parabuses el IE-TRAM para hacer el recorrido más rápido.
Estas rutas se encuentran en la aplicación Va y Ven con las nomenclaturas 800's.
Todas las rutas Va y Ven son operadas con autobuses 100% con accesibilidad universal, aire acondicionado, rack para bicicletas, cámaras de seguridad, cargadores USB, además de contar con pago electrónico.

### Rutas de transporte público nocturno.
Habitualmente llamadas solo como Rutas Nocturnas
Son las rutas de transporte que dan servicio todas las noches a partir de las 11 p. m. hasta las 5 a. m. del siguiente día. Actualmente solo hay 13 rutas y todas operan únicamente en los corredores de mayor demanda e importancia de la zona metropolitana de Mérida. Tienen su base central a un costado del Palacio de la Música en el Centro Histórico de Mérida. A igual que las rutas habituales y exprés, también se pueden ver estas rutas en la App Va y Ven y tienen pago electrónico.
Las rutas nocturnas se encuentran en la aplicación Va y ven con las nomenclaturas 600's.
Actualmente operan con camionetas modelo Vans, sin embargo se espera que sean sustituidas por mini buses eléctricos con accesibilidad universal y aire acondicionado de la marca King Long.

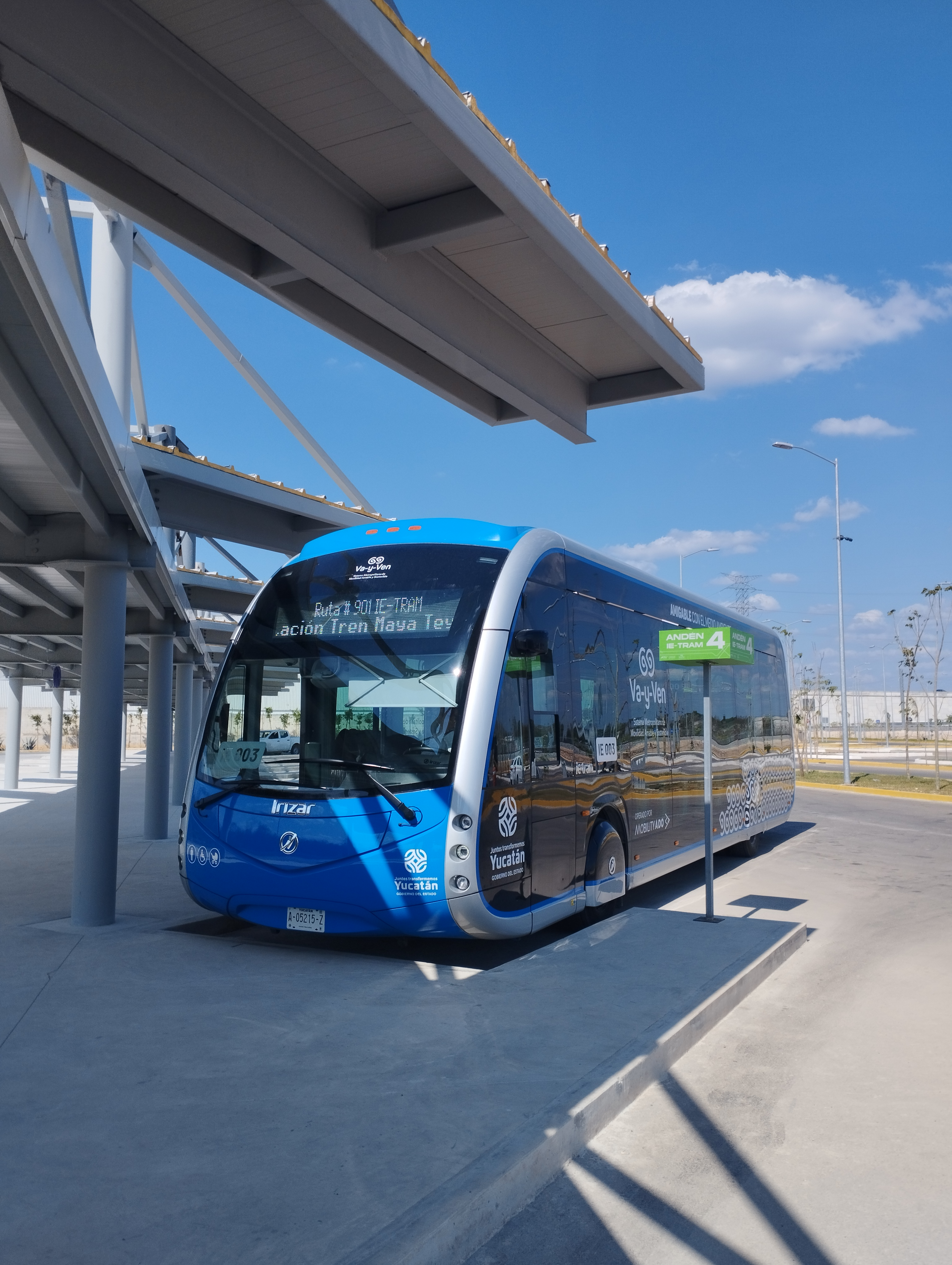
IE-TRAM en la Estación Teya del Tren Maya

### Sistema de transporte eléctrico IE-TRAM
Es el servicio de Bus Rapid Transit (BRT) eléctrico de la ciudad de Mérida que opera en 5 rutas importantes que conectan Mérida con la zona metropolitana, Kanasín y Umán. También sirve como servicio de transporte de conexión con las estaciones del Tren Maya que se ubican en Mérida, la Estación Mérida/Teya y la Estación Umán.
Las rutas del IE-TRAM se encuentran en la aplicación Va y ven con las nomenclaturas 900's

El IE-TRAM es el único BRT de todo México que opera al 100% con unidades totalmente eléctricas.

### Aplicación móvilVa y Ven
El sistema de transporte Va y Ven cuenta con una aplicación móvil donde se pueden visualizar todas las rutas de transporte de Mérida, Valladolid, Tizimín y próximamente Tekax.
En esta aplicación de tipo mapa, se puede visualizar el listado de las rutas existentes, los recorridos que hacen, la ubicación de los paraderos, el tiempo de espera de la siguiente unidad para llegar al paradero y la ubicación en tiempo real de los buses. También tiene la opción de buscar las rutas más cercanas a tu ubicación y rutas cercanas a un punto de la ciudad que puedes definir. 
Tiene la opción para visualizar las rutas nocturnas a partir de las 10:30 p. m..
Actualmente ya se cuenta con la opción para visualizar el saldo de las tarjetas Va y Ven, y también se pueden realizar recargas de manera digital.

## Empresas Concesionarias
- Grupo Canto Plus (GC)
- Mobility ADO (MU,IE,CR,10100)
- Grupo CORPA (TU,TM,TB)
- Grupo COMI (MJ)
- Corporativo Sirus (CS)
- Pioneros del Confort (PC)
- Biotransporte de Yucatán (BT)
- Servicios Turismaya (ST)
- Mobility Mérida (MO)
- Movibus Mérida (MM)
- Muuk Movilidad (MK)
- Lineas Urbe (LU)
- Circuito Metropolitano (CM)
- Minibuses del Poniente (CP)
- Mayan Bus Co. (MB)

## Parque vehicular
La flota de unidades para el Sistema Va y Ven es una integración de modernos autobuses que tienen que cumplir con la reglamentación dispuesta por la Agencia de Transporte de Yucatán. Las características que cumplen todas las unidades (a excepción de las Vans de Ruta Nocturnas).
- Accesibilidad universal. Rampa de acceso y espacio en el interior con cinturón de seguridad para personas usuarias de sillas de ruedas y carriolas. Señalética en sistema braile en diversos puntos del interior del autobús. El acceso de todas las unidades son de piso bajo para mejor accesibilidad para personas de la tercera edad al momento de abordar.
- Intermodalidad. Cuentan con rack para bicicletas, este se encuentra al frente de los buses y tienen capacidad para dos bicicletas. (Solo las unidades ie-tram no cuentan con rack).
- Pago electrónico. Cuentan con equipo de pago electrónico, para pago con tarjetas inteligentes y NFC.
- Espacios designados. Cuentan con asientos especiales para personas con discapacidad, mujeres y adultos mayores. Estos asientos normalmente vienen de color azul y rosado y cuentan con la señalética debida para su identificación.
- Pantallas informativas. Cuentan con diversas pantallas para información al usuario o información comercial.
- Aire acondicionado. Cuentan con sistema de enfriamiento por aire acondicionado.
- Internet. Cuentan con red de internet vía Wifi para usuarios. Algunas empresas tienen abierta la señal para todas las redes sociales aunque la mayoría solo están para uso de la App Va y Ven y WhatsApp.
- Cargadores USB. Cuentan con puertos para cargadores USB para usuarios.
- Cámaras de vigilancia. Cuentan con un sistema cerrado de videovigilancia. Algunos modelos cuentan con cámaras extras como los Yutong Híbridos con cámaras especiales en los ascensos y descenso, y el Ie-tram con cámaras al exterior

### Beccar Urviabus Low EntryScaniaK250UB Euro 5 y Euro 6
Son parte de la primera flota del Va y Ven que entraron en circulación en 2021 para las dos rutas de Circuito Periférico.
Tienen la característica especial de arrodillamiento neumático al momento hacer abordaje de pasajeros. Estas unidades son las únicas de todo el Va y Ven que cuentan con un sistema de perifoneo que avisa cuando la unidad se acerca al siguiente paradero, igual avisa cuando se cierran las puertas. Estas unidades no tienen activos los timbres de descenso, ya que todas las paradas de Periférico son obligatorias.

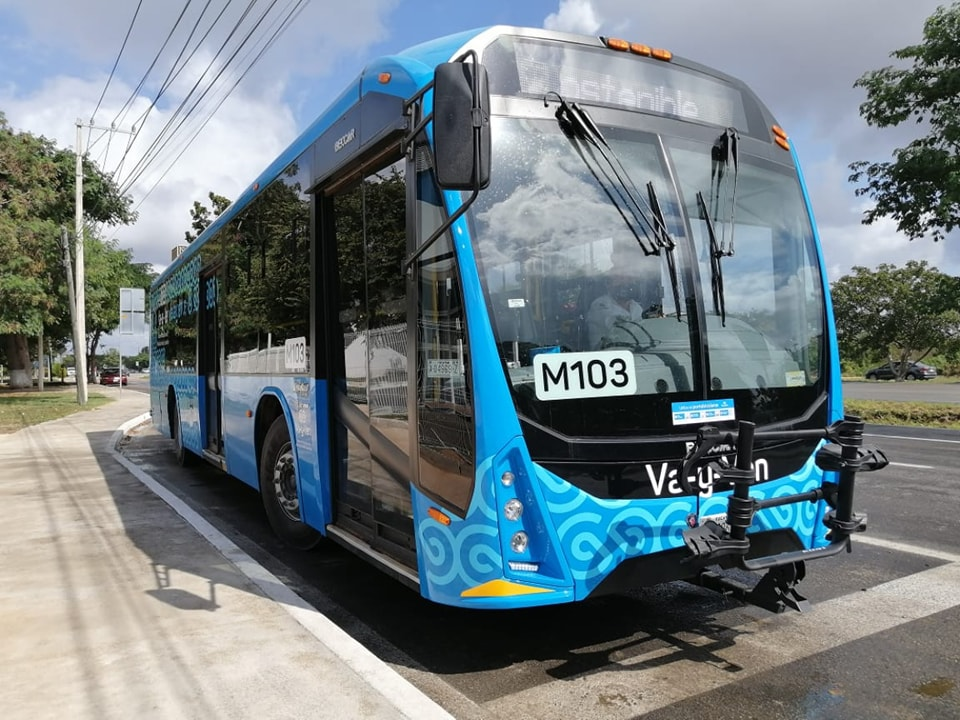
Beccar Scania matriculado M103.

### AYCOMetropolitanScaniaK250UB Euro 6
Fueron la segunda flota de unidades que entraron como refuerzo a las rutas de Circuito Periférico esto debido a que la ruta presentaba una alza de demanda de pasajeros y la primera flota no se daba abasto. Tenía la característica de tener pasillos mucho más anchos que el resto de los modelos y tener vidrios polarizados. Fueron reintroducidos al circuito a mediados de 2025.

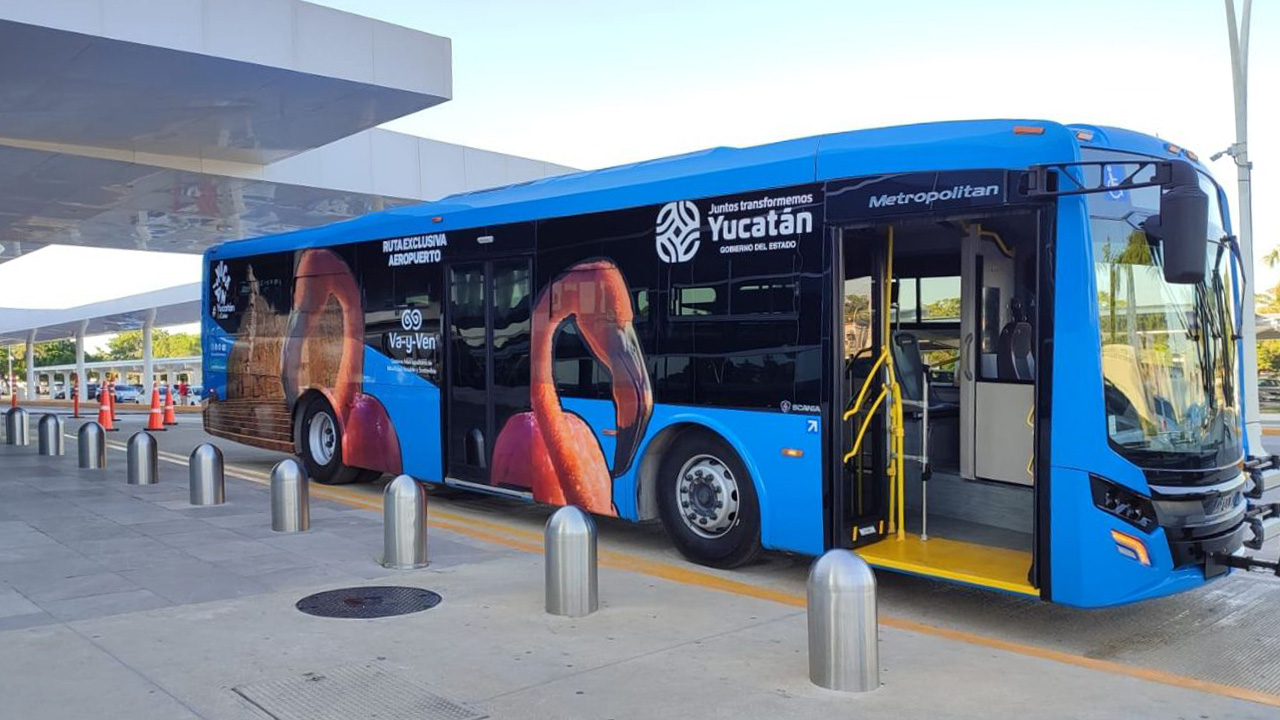
Unidad AYCO Scania durante su operación en la ruta aeropuerto.

### AYCOMetropolitanVolvoB8R
Mobility ADO (Rutas al interior de la ciudad y Ruta Aeropuerto), Mayan Bus Co. (Rutas de Valladolid) y Corporativo Sirus (Ruta 93 Parque Balcones - Villas Caucel y Ruta 90 Cobay Caucel - Piedra Norte Caucel).

Son la versión corta del Metropolitan que circuló en Ruta Periférico, esto debido a que se necesitaban unidades más pequeñas por las dimensiones de las calles por donde iba a circular.

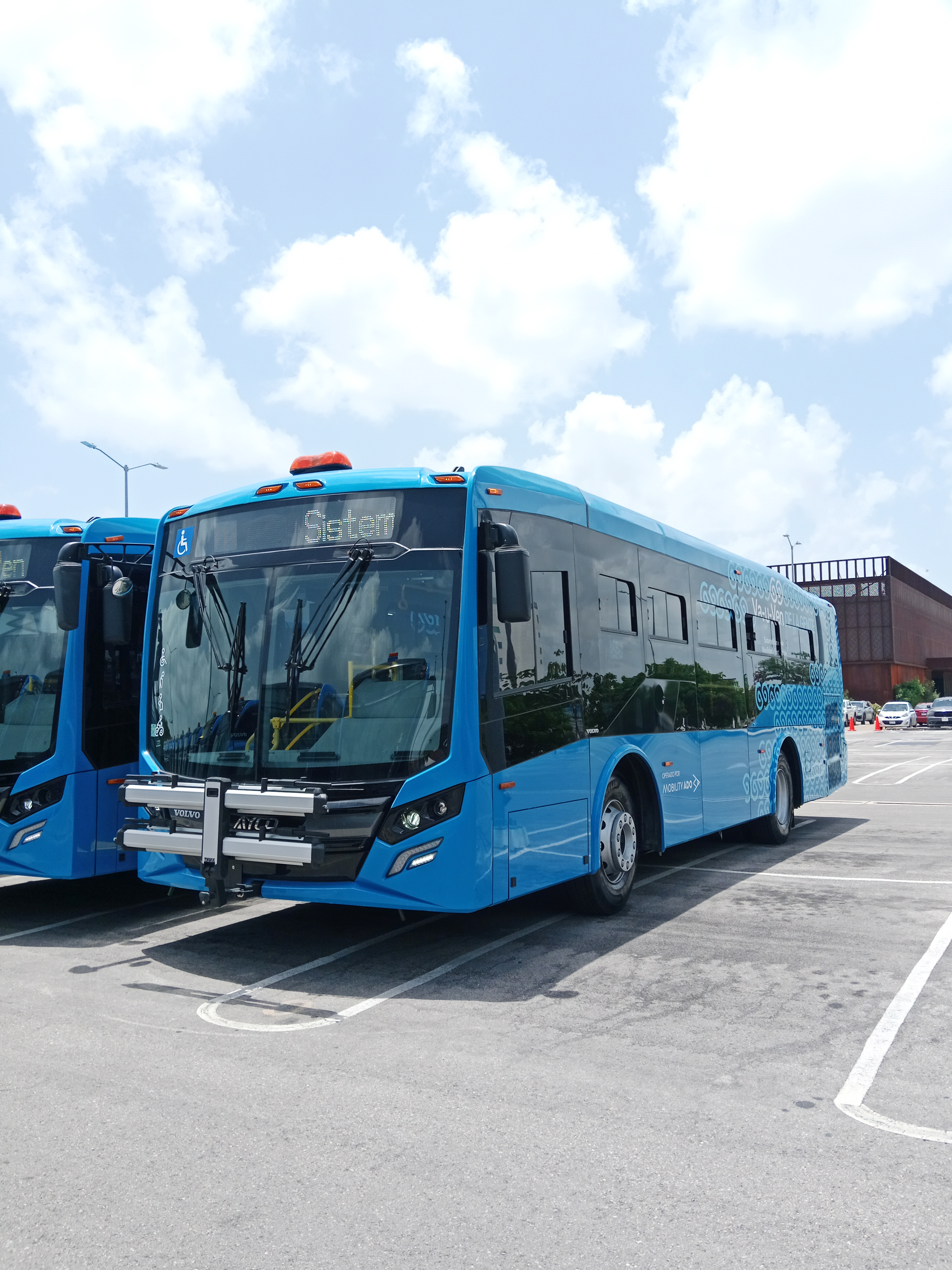
8BR Metropolitan Volvo-AYCO. Va y Ven Mérida

### BusscarUrbanuss PlussMercedes-Benz O500 U 1928 BlueTec 5/OH 1621 SB
Circuito Metropolitano, Grupo Canto Plus, Movibus Mérida, Corporativo Sirus, Líneas Urbe, Minibuses del poniente, Mobility ADO (MUMM).
Conocidas habitualmente como las Mercedes de Va y Ven, son una serie de modelos de chasis de Mercedes Benz y carrocería de Busscar que funcionan en gran parte de las rutas del sistema Va y Ven. Tienen configuración de 10m, 11m y 13m, dependiendo de la ruta, pues algunas rutas requieren una mayor capacidad de pasajeros y otras requieren unidades cortas por las dimensiones de las calles.

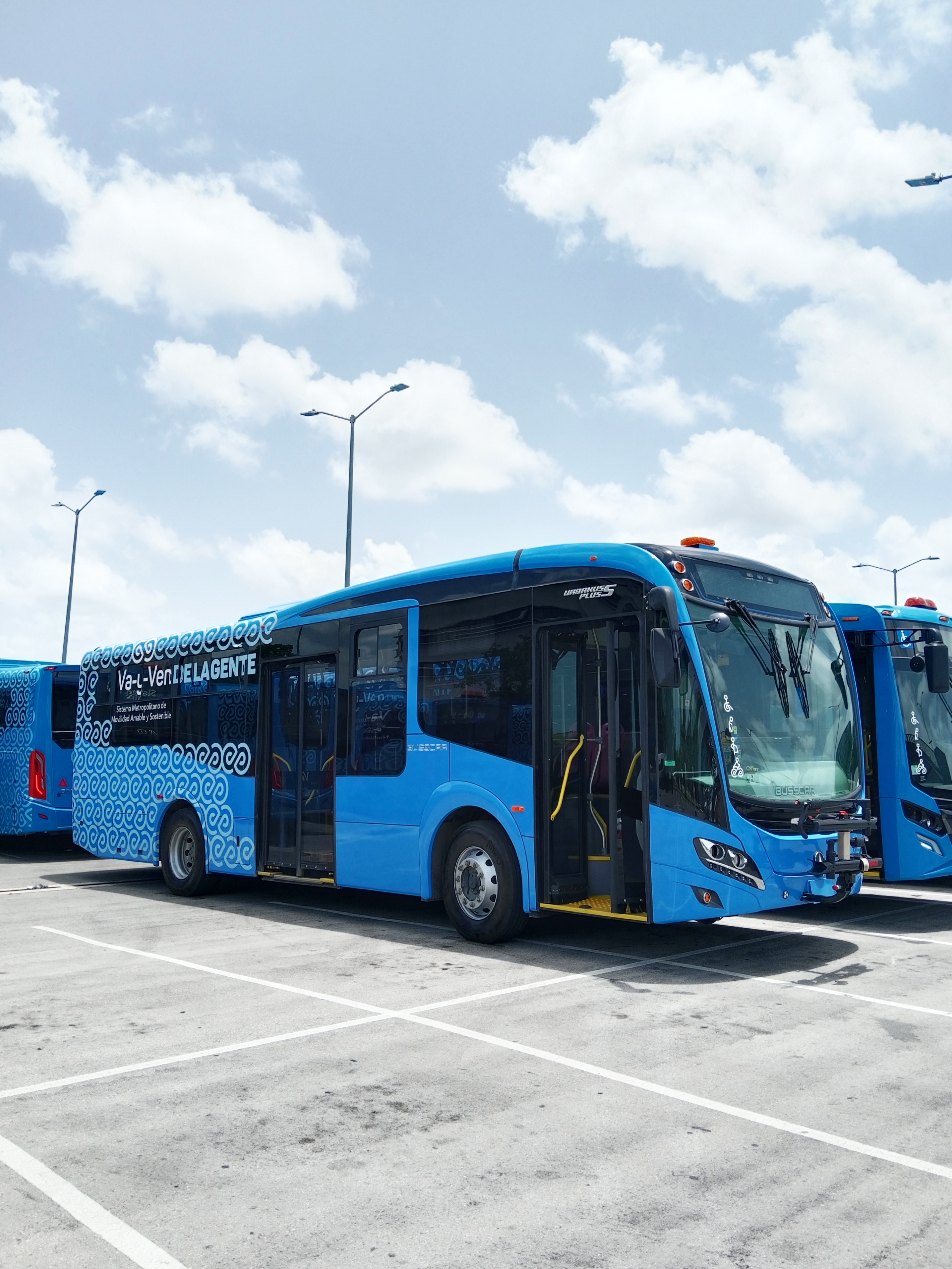
Busscar Urbanuss Pluss Mercedes-Benz previo a su entrega al concesionario.

### YutongZK6106CHEVG Híbrido
Rutas al interior de la ciudad y circuito comisarías por Mobility Mérida, Grupo COMI, Turismaya, Corporativo Sirus, CORPA  en Rutas Tizimín., Pioneros del Confort

Es la segunda flota más grande de la ciudad, está presente en la mayoría de las rutas del poniente y oriente de Mérida. Tienen la característica de tener dos motores, uno a diésel y uno eléctrico, los cuales van alternándose en el recorrido. 

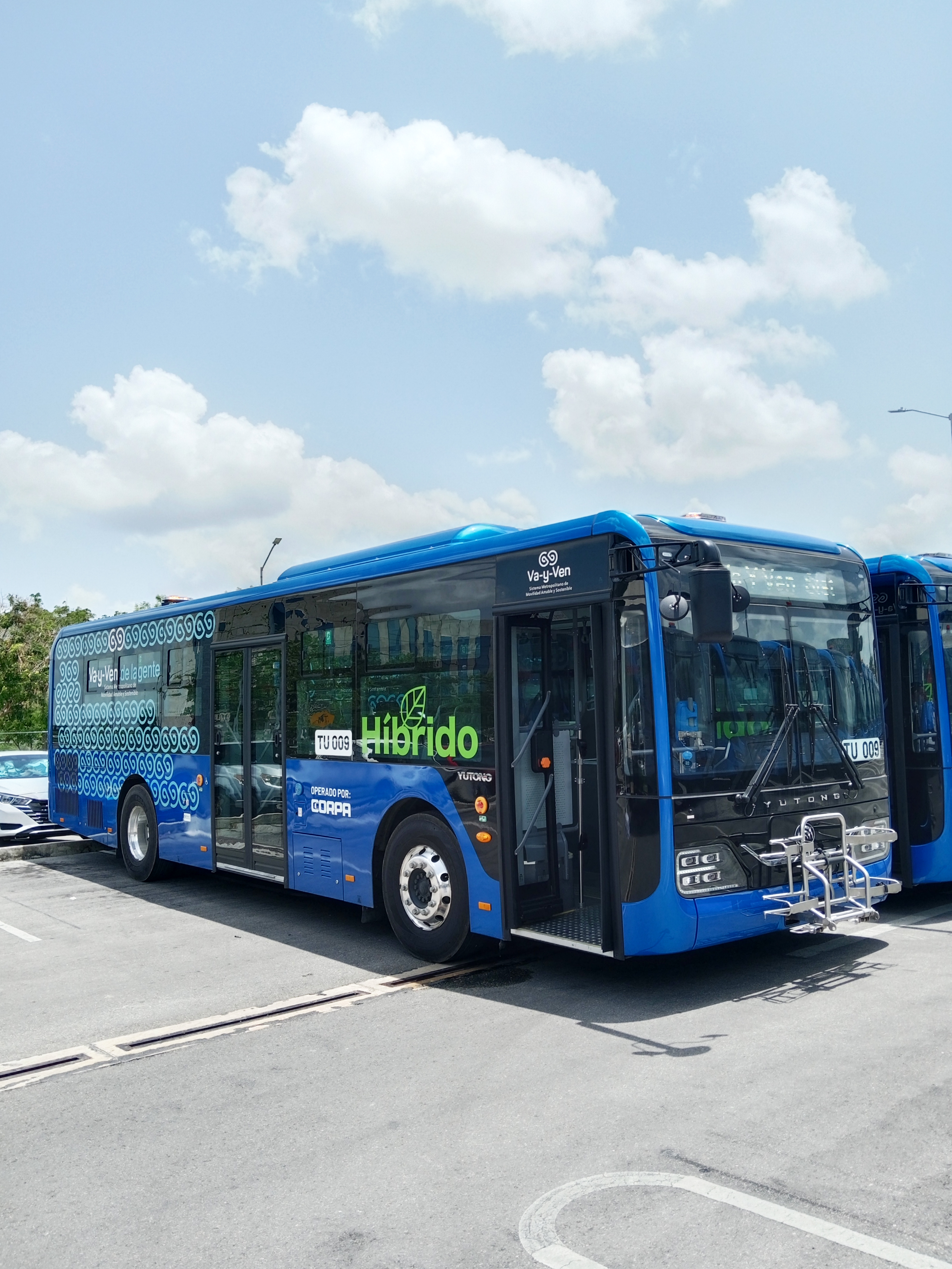
Yutong Híbrido. Va y Ven Mérida

Existen dos configuraciones de los Yutong Híbridos. La primera flotilla que llegó a la ciudad traían canastas para que los pasajeros puedan dejar sus pertenencias, compras, mochilas, etc. Esta canastilla la eliminaron en las siguientes flotillas y en su lugar pusieron más asientos.

### YutongZK6890HGQ One Step
Circuito Comisarías por CORPA.

Es la versión más pequeña de la marca Yutong, y hasta la fecha la unidad más pequeña de todo el sistema Va y Ven. Es de motor a diésel y a pesar de ser pequeño de tamaño, su interior es bastante amplio.

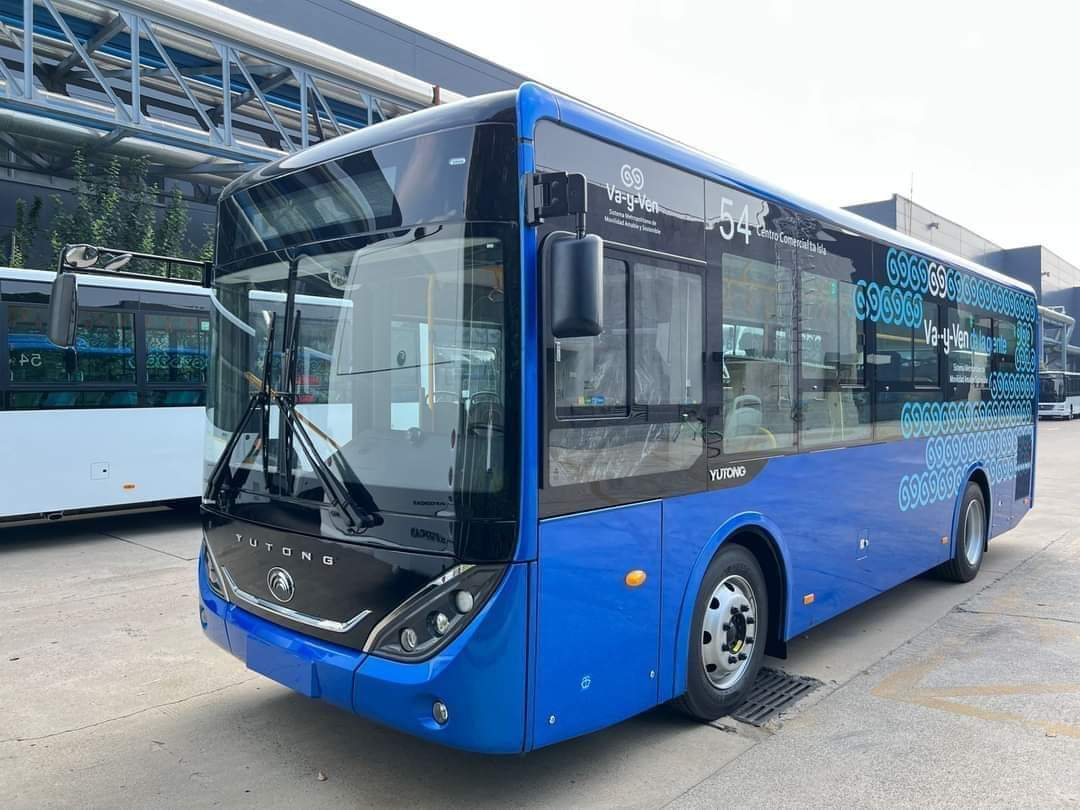
Yutong OneStep.

### Nissan UrvanyToyota Hiace
Actualmente Rutas Nocturnas, servicio brindado por FUTV. Estas unidades serán reemplazadas en 2025 por mini buses eléctricos de la marca King Long que contarán con las características requeridas para la operación de rutas Va y Ven (accesibilidad universal para personas con discapacidad).

### BYDeBus B18
Son parte de la flota actual del Va y Ven que entraron en circulación en 2024 para las dos rutas de Circuito Periférico.

Tienen la característica especial de arrodillamiento neumático al momento hacer abordaje de pasajeros. Estas unidades son las únicas de todo el Va y Ven articuladas eléctricas y cuentan con un sistema de perifoneo que avisa cuando la unidad se acerca al siguiente paradero, Estas unidades no tienen activos los timbres de descenso, ya que todas las paradas de Periférico son obligatorias.

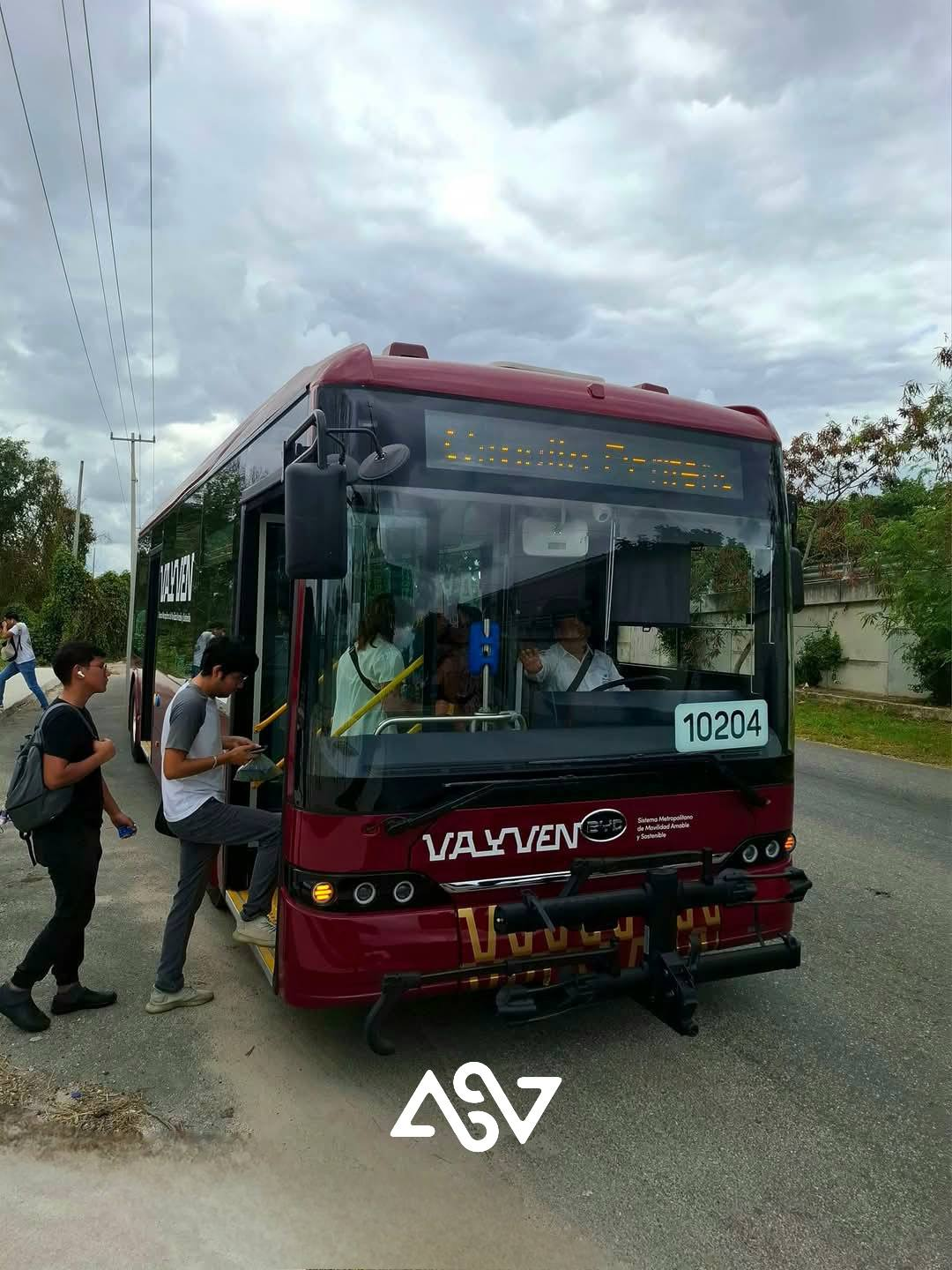
Unidad articulada BYD circulando sobre el periférico Lic. Manuel Berzunza.

## Rutas

### Valladolid

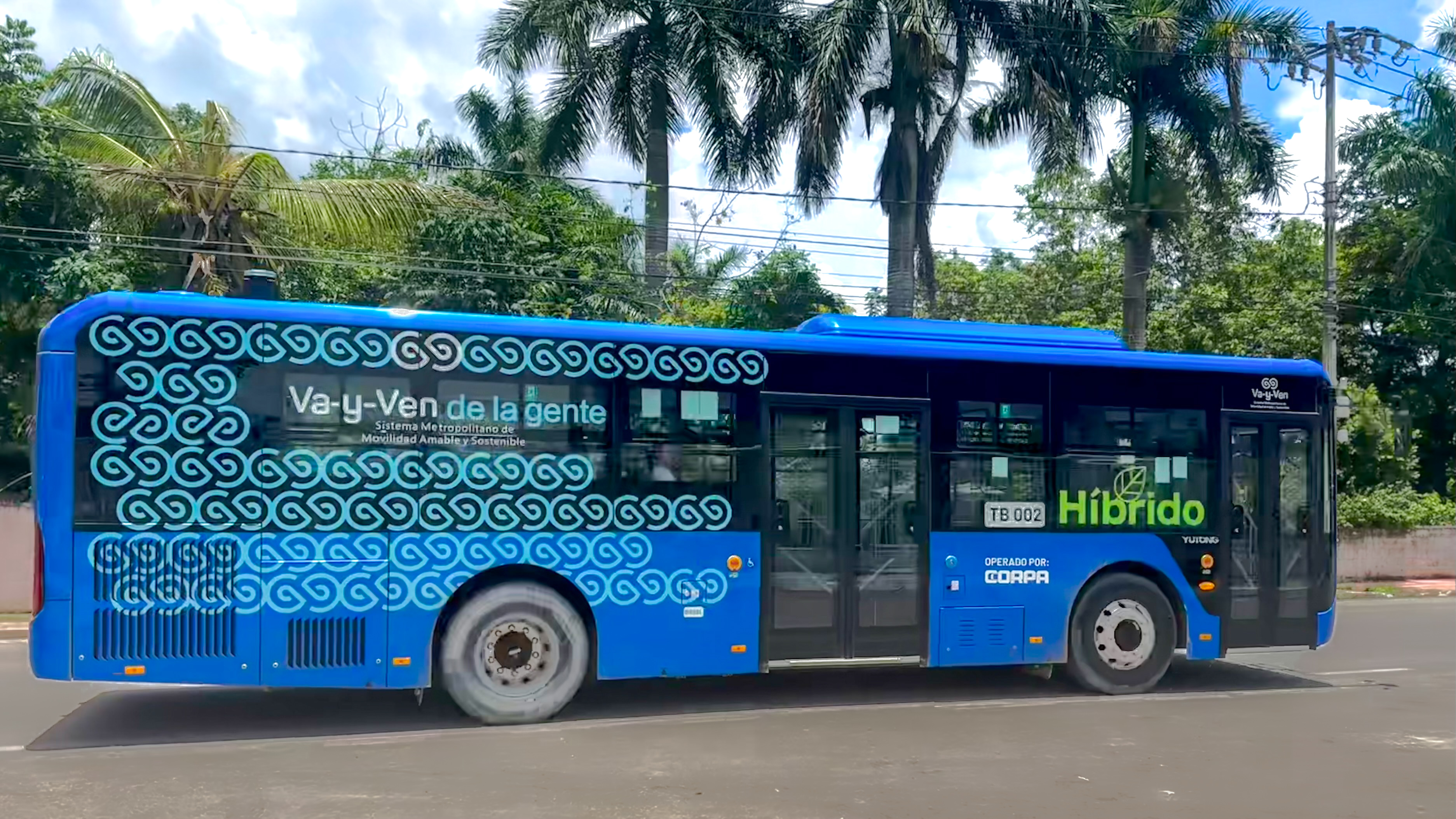
Autobús de Va y Ven en Tizimín.

Actualmente la ciudad de Valladolid cuenta con 3 rutas Va y Ven en operación.
| Rutas Va y Ven Valladolid | Rutas Va y Ven Valladolid | Rutas Va y Ven Valladolid   | Rutas Va y Ven Valladolid |
| N.º ruta                  | Nombre ruta               | Modelo unidades             | Empresa operadora         |
| ------------------------- | ------------------------- | --------------------------- | ------------------------- |
|                           | Circuito Poniente         | 8BR Metropolitan Volvo-AYCO | Mayan Bus Co. (MB)        |
|                           | Circuito Oriente          | 8BR Metropolitan Volvo-AYCO | Mayan Bus Co. (MB)        |
|                           | Transversal               | 8BR Metropolitan Volvo-AYCO | Mayan Bus Co. (MB)        |

### Tizimín

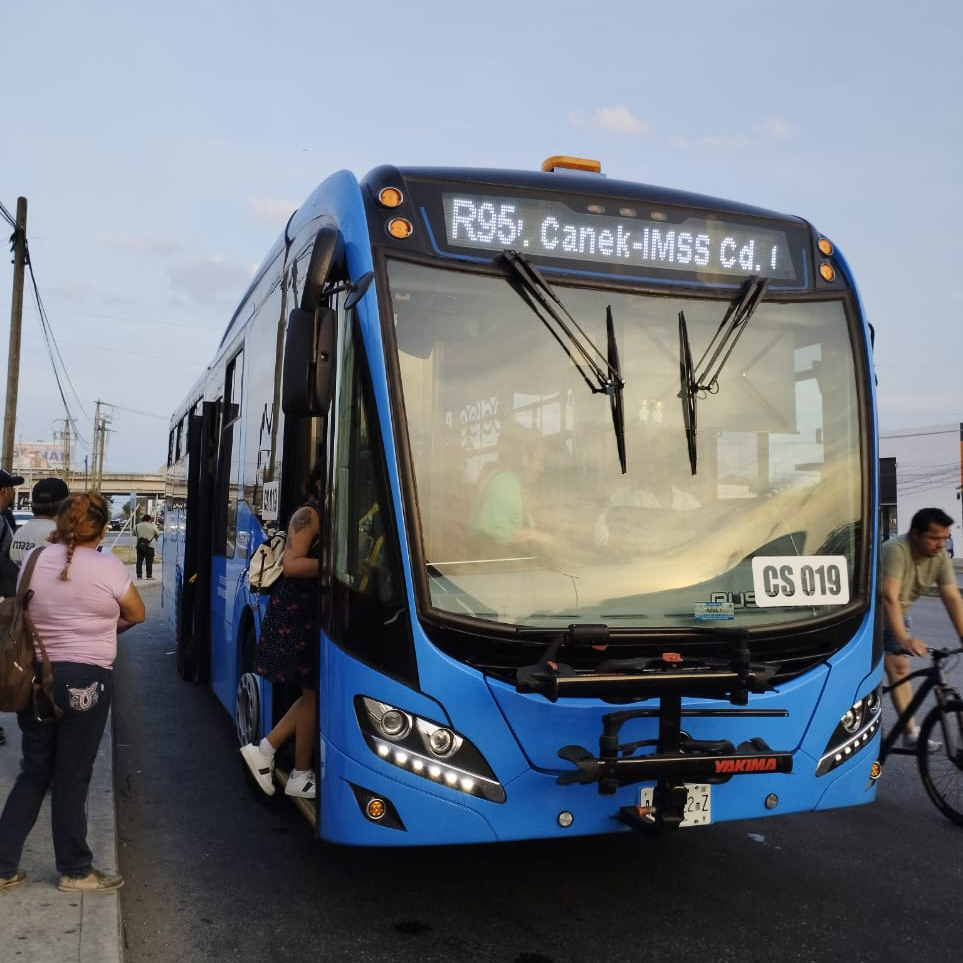
Ruta 95 Ciudad Caucel. Va y Ven Mérida

Actualmente la ciudad de Tizimín cuenta con 4 rutas Va y Ven en operación.
| Rutas Va y Ven Tizimín | Rutas Va y Ven Tizimín                  | Rutas Va y Ven Tizimín     | Rutas Va y Ven Tizimín |
| N.º ruta               | Nombre ruta                             | Modelo unidades            | Empresa operadora      |
| ---------------------- | --------------------------------------- | -------------------------- | ---------------------- |
|                        | Santo Domingo Sur                       | ZK6106CHEVC Yutong Híbrido | Grupo CORPA (TB)       |
|                        | COBAY - Polifuncional                   | ZK6106CHEVC Yutong Híbrido | Grupo CORPA (TB)       |
|                        | CONALEP - Maquiladoras                  | ZK6106CHEVC Yutong Híbrido | Grupo CORPA (TB)       |
|                        | CONALEP - Maquiladoras - Telesecundaria | ZK6106CHEVC Yutong Híbrido | Grupo CORPA (TB)       |

### Tekax
La ciudad de Tekax no cuenta con rutas Va y Ven actualmente, sin embargo se tiene planes de dos rutas eléctrica en modo de circuitos próximos a iniciar.  

### Mérida y zona metropolitana
Cuenta con diversas rutas Va y Ven en modalidades rutas habituales, circuitos, exprés, IE-TRAM y rutas nocturnas.
| Rutas Va y Ven Mérida | Rutas Va y Ven Mérida                                                    | Rutas Va y Ven Mérida | Rutas Va y Ven Mérida               | Rutas Va y Ven Mérida                                               |
| N.º ruta              | Nombre ruta                                                              | N.º unidades          | Modelo unidades                     | Empresa operadora                                                   |
| --------------------- | ------------------------------------------------------------------------ | --------------------- | ----------------------------------- | ------------------------------------------------------------------- |
|                       | 60 Emiliano Zapata II - Paso Texas                                       | 12                    | Urbanus Plus Mercedes Benz- Busscar | Mobility ADO (MU)                                                   |
|                       | Periférico - Roble - San Marcos                                          | 16                    | 8BR Metropolitan Volvo-AYCO         | Mobility ADO (MU)                                                   |
|                       | 60 Periférico - Guadalupana                                              | 6                     | 8BR Metropolitan Volvo-AYCO         | Mobility ADO (MU)                                                   |
|                       | San Roque                                                                | 6                     | 8BR Metropolitan Volvo-AYCO         | Mobility ADO (MU)                                                   |
|                       | 60 Penal                                                                 | 9                     | Urbanus Plus Mercedes Benz- Busscar | Mobility ADO (MU)                                                   |
|                       | 50 Penal                                                                 | 8                     | Urbanus Plus Mercedes Benz- Busscar | Mobility ADO (MU)                                                   |
|                       | Xmatkuil                                                                 | 12                    | 8BR Metropolitan Volvo-AYCO         | Mobility ADO (MU)                                                   |
|                       | Zazil Ha - Fracc. San José Tzal - Villa Bonita                           | 8                     | 8BR Metropolitan Volvo-AYCO         | Mobility ADO (MU)                                                   |
|                       | 50 Sur - Villa Magna                                                     | 6                     | 8BR Metropolitan Volvo-AYCO         | Mobility ADO (MU)                                                   |
|                       | 50 Serapio Rendón - Fracc. Del Sur                                       | 5                     | 8BR Metropolitan Volvo-AYCO         | Mobility ADO (MU)                                                   |
|                       | 42 Sur - Leona Vicario - Tahdzibichén - Xmatkuil                         | 4                     | 8BR Metropolitan Volvo-AYCO         | Mobility ADO (MU)                                                   |
|                       | 42 Sur - Cielo Alto                                                      | 12                    | 8BR Metropolitan Volvo-AYCO         | Mobility ADO (MU)                                                   |
|                       | 42 Cruz Roja - Salvador Alvarado                                         | 8                     | 8BR Metropolitan Volvo-AYCO         | Mobility ADO (MU)                                                   |
|                       | Vicente Solís - Cecilio Chi - Boom                                       | 6                     | Urbanus Plus Mercedes Benz- Busscar | Mobility ADO (MU)                                                   |
|                       | Quinta Avenida                                                           | 5                     | 8BR Metropolitan Volvo-AYCO         | Mobility ADO (MU)                                                   |
|                       | San Haroldo                                                              | 8                     | 8BR Metropolitan Volvo-AYCO         | Mobility ADO (MU)                                                   |
|                       | Santa Isabel                                                             | 7                     | 8BR Metropolitan Volvo-AYCO         | Mobility ADO (MU)                                                   |
|                       | Gálvez - Villas de Oriente Ruta 1                                        | 12                    | ZK6106CHEVC Yutong Híbrido          | Servicios Turismaya (ST)                                            |
|                       | Kanasín - Naranjos 2                                                     | 20                    | ZK6106CHEVC Yutong Híbrido          | Servicios Turismaya (ST)                                            |
|                       | Vergel I                                                                 | 5                     | Urbanus Plus Mercedes Benz- Busscar | Mobility ADO (MU)                                                   |
|                       | Vergel III                                                               | 5                     | Urbanus Plus Mercedes Benz- Busscar | Mobility ADO (MU)                                                   |
|                       | Vergel IV y V                                                            | 5                     | Urbanus Plus Mercedes Benz- Busscar | Mobility ADO (MU)                                                   |
|                       | Coca - Amalia - San Pedro Noh Pat - Encinos II                           | 8                     | Urbanus Plus Mercedes Benz- Busscar | Mobility ADO (MU)                                                   |
|                       | Gálvez - Villas de Oriente Ruta 2                                        | 12                    | ZK6106CHEVC Yutong Híbrido          | Servicios Turismaya (ST)                                            |
|                       | Las Palmas - Gran Vistana                                                | 5                     | Urbanus Plus Mercedes Benz- Busscar | Mobility ADO (MU)                                                   |
|                       | 63 Periférico - San Camilo - Los Héroes 5                                | 7                     | ZK6106CHEVC Yutong Híbrido          | Pioneros del Confort (PC)                                           |
|                       | 59 CTM - Fidel Velázquez - Los Héroes 4                                  | 7                     | ZK6106CHEVC Yutong Híbrido          | Pioneros del Confort (PC)                                           |
|                       | 55 - Prepa 1 UADY - Los Héroes 3                                         | 7                     | ZK6106CHEVC Yutong Híbrido          | Pioneros del Confort (PC)                                           |
|                       | Prepa 1 UADY - Calle 39 - Los Héroes 1 y 2                               | 7                     | ZK6106CHEVC Yutong Híbrido          | Pioneros del Confort (PC)                                           |
| R.47                  | López Mateos - Brisas II - Polígono 108 CTM                              | 5                     | ZK6106CHEVC Yutong Híbrido          | Grupo COMI (MJ)                                                     |
| R.49                  | Chichí Suárez - Sitpatch - Santa María Chí                               | 8                     | ZK6106CHEVC Yutong Híbrido          | Pioneros del Confort (PC)                                           |
|                       | Mérida - Cholul                                                          | 10                    | ZK6106CHEVC Yutong Híbrido          | Grupo CORPA (TB)                                                    |
|                       | C.52 Norte - Villas La Hacienda                                          | 10                    | ZK6106CHEVC Yutong Híbrido          | Grupo COMI (MJ)                                                     |
|                       | Copó - La Isla                                                           | 15                    | Urbanus Plus Mercedes Benz- Busscar | Movibus Mérida (MM)                                                 |
|                       | Gran Plaza - Montes de Amé                                               | 15                    | Urbanus Plus Mercedes Benz- Busscar | Movibus Mérida (MM)                                                 |
|                       | Mérida - Temozón Norte - Chablekal                                       | 10                    | Urbanus Plus Mercedes Benz- Busscar | Grupo Canto (GC)                                                    |
| R.68                  | C.60 Norte - La Plancha - Komchén                                        | 4                     | Urbanus Plus Mercedes Benz- Busscar | Grupo Canto (GC)                                                    |
|                       | Tapetes - Sodzil                                                         | 8                     | Urbanus Plus Mercedes Benz- Busscar | Grupo Canto (GC)                                                    |
|                       | Mérida - Komchén - Sierra Papacal                                        | 4                     | Urbanus Plus Mercedes Benz- Busscar | Grupo Canto (GC)                                                    |
|                       | Francisco de Montejo - Parque Industrial Yucatán - Komchén               | 4                     | Urbanus Plus Mercedes Benz- Busscar | Grupo Canto (GC)                                                    |
|                       | Av. Tecnológico - Fac. Ingeniería - Las Américas II                      | 11                    | Urbanus Plus Mercedes Benz- Busscar | Grupo Canto (GC)                                                    |
|                       | Av. Tecnológico - Siglo XXI - The Harbor - Las Américas II               | 11                    | Urbanus Plus Mercedes Benz- Busscar | Grupo Canto (GC)                                                    |
|                       | Av. Tecnológico - Vía Montejo - Las Américas                             | 11                    | Urbanus Plus Mercedes Benz- Busscar | Grupo Canto (GC)                                                    |
|                       | C.60 Norte - Xcumpich - Dzitya                                           | 6                     | Urbanus Plus Mercedes Benz- Busscar | Grupo Canto (GC)                                                    |
|                       | Chuburná - Fracc. Bugambilias - Francisco de Montejo                     | 5                     | Urbanus Plus Mercedes Benz- Busscar | Grupo Canto (GC)                                                    |
|                       | Chuburná C.20 - Francisco de Montejo - Glorieta Las Palmas               | 5                     | Urbanus Plus Mercedes Benz- Busscar | Grupo Canto (GC)                                                    |
|                       | Chuburná - CICY - Fac. Matemáticas - CRIT                                | 6                     | Urbanus Plus Mercedes Benz- Busscar | Grupo Canto (GC)                                                    |
|                       | Chuburná - Glorieta Los Cantaritos - C.61 Francisco de Montejo           | 6                     | Urbanus Plus Mercedes Benz- Busscar | Grupo Canto (GC)                                                    |
|                       | Chuburná C.21 - Fac. Ingeniería                                          | 8                     | Urbanus Plus Mercedes Benz- Busscar | Grupo Canto (GC)                                                    |
|                       | ISSSTE Pensiones - IMSS La Ceiba - Residencial Pensiones                 | 6                     | Urbanus Plus Mercedes Benz- Busscar | Grupo Canto (GC)                                                    |
|                       | Santiago - Clínica Esperanza - Petronila                                 | 8                     | ZK6106CHEVC Yutong Híbrido          | Mobility Mérida (MO)                                                |
|                       | Bojórquez - Porvenir                                                     | 4                     | Urbanus Plus Mercedes Benz- Busscar | Movibus Mérida (MM)                                                 |
| R.90                  | Av. Jacinto Canek - COBAY Caucel - Piedra Norte                          | 7                     | 8BR Metropolitan Volvo-AYCO         | Corporativo Sirus (CS)                                              |
|                       | Av. Jacinto Canek - Las Palmeras Cd. Caucel - Paseos de Caucel 2.ª Etapa | 11                    | Urbanus Plus Mercedes Benz- Busscar | Corporativo Sirus (CS)                                              |
|                       | Av. Jacinto Canek - Los Almendros - UPY                                  | 12                    | ZK6106CHEVC Yutong Híbrido          | Mobility Mérida (MO)                                                |
|                       | Av. Jacinto Canek - Parque Balcones - Villas Caucel                      | 9                     | 8BR Metropolitan Volvo-AYCO         | Corporativo Sirus (CS)                                              |
|                       | Av. Jacinto Canek - Deportivo Cd. Caucel - Gran Herradura                | 11                    | Urbanus Plus Mercedes Benz- Busscar | Corporativo Sirus (CS)                                              |
|                       | Av. Jacinto Canek - Los Almendros III - Sian Kaan IV                     | 11                    | Urbanus Plus Mercedes Benz- Busscar | Corporativo Sirus (CS)                                              |
|                       | Animaya - Bicentenario                                                   | 7                     | ZK6106CHEVC Yutong Híbrido          | Mobility Mérida (MO)                                                |
|                       | 65 Centenario - Bosques del Poniente - Anikabil                          | 6                     | ZK6106CHEVC Yutong Híbrido          | Corporativo Sirus (CS)                                              |
|                       | Nora Quintana - Juan Pablo II                                            | 8                     | ZK6106CHEVC Yutong Híbrido          | Corporativo Sirus (CS)                                              |
|                       | 69 Poniente - Madero - Juan Pablo II                                     | 10                    | ZK6106CHEVC Yutong Híbrido          | Grupo COMI (MJ)                                                     |
|                       | Mulsay - Juan Pablo II - CREE - Psiquiático                              | 7                     | ZK6106CHEVC Yutong Híbrido          | Grupo CORPA (TU)                                                    |
|                       | 69 Poniente - Xoclan                                                     | 11                    | ZK6106CHEVC Yutong Híbrido          | Grupo CORPA (TU)                                                    |
|                       | 69 Opichén                                                               | 8                     | ZK6106CHEVC Yutong Híbrido          | Grupo CORPA (TU)                                                    |
|                       | 67 Mulsay - Fiscalía                                                     | 7                     | ZK6106CHEVC Yutong Híbrido          | Grupo CORPA (TU)                                                    |
|                       | Av. Aviación - Cd. Industrial - Umán                                     | 17                    | Urbanus Plus Mercedes Benz- Busscar | Lineas Urbe (LU)                                                    |
|                       | 69 Diamante                                                              | 6                     | ZK6106CHEVC Yutong Híbrido          | Grupo CORPA (TU)                                                    |
| R.111                 | Av. Alemán - Campus UADY Ruta 1 *                                        | 10                    | Urbanus Plus Mercedes Benz- Busscar | Circuito Metropolitano (CM), Grupo Canto (GC) y Movibus Mérida (MM) |
| R.112                 | Av. Alemán - Campus UADY Ruta 2                                          | 10                    | Urbanus Plus Mercedes Benz- Busscar | Circuito Metropolitano (CM), Grupo Canto (GC) y Movibus Mérida (MM) |
|                       | 66 Amapola                                                               | 6                     | ZK6106CHEVC Yutong Híbrido          | Mobility Mérida (MO)                                                |
|                       | Piedra de Agua                                                           | 10                    | ZK6106CHEVC Yutong Híbrido          | Grupo COMI (MJ)                                                     |
|                       | Manuel Crescencio Rejón - El Roble                                       | 7                     | ZK6106CHEVC Yutong Híbrido          | Grupo COMI (MJ)                                                     |
|                       | 64 Sur - Castilla Cámara                                                 | 4                     | ZK6106CHEVC Yutong Híbrido          | Grupo CORPA (TU)                                                    |
|                       | 58 Emiliano Zapata Sur - Tecoh                                           | 8                     | Urbanus Plus Mercedes Benz- Busscar | Mobility ADO (MU)                                                   |

| Circuitos Va y Ven | Circuitos Va y Ven                                                        | Circuitos Va y Ven | Circuitos Va y Ven                     | Circuitos Va y Ven          |
| N.º ruta           | Nombre ruta                                                               | N.º unidades       | Modelo unidades                        | Empresa operadora           |
| ------------------ | ------------------------------------------------------------------------- | ------------------ | -------------------------------------- | --------------------------- |
|                    | Circuito Comisarias Cheblekal - La Isla                                   | 2                  | ZK6890HGQ Yutong One Step              | Grupo CORPA (TB)            |
|                    | Circuito Comisarias Dzibilchaltún - Flamboyanes                           | 3                  | ZK6890HGQ Yutong One Step              | Grupo CORPA (TB)            |
|                    | Circuito Comisarias CETRAM Canek - Comisaría Caucel - Parque Científico * | 3                  | ZK6890HGQ Yutong One Step              | Grupo CORPA (TB)            |
|                    | Circuito Comisarias CETRAM Canek - Comisaría Caucel - Sierra Papacal      | 3                  | ZK6890HGQ Yutong One Step              | Grupo CORPA (TB)            |
|                    | Circuito Comisarias Xmatkuil - Dzununcán - Hospitales Sur                 | 3                  | ZK6890HGQ Yutong One Step              | Grupo CORPA (TB)            |
|                    | Aeropuerto - Hoteles del Centro - CIC                                     | 3                  | 8BR Metropolitan Volvo-AYCO            | Mobility ADO                |
|                    | Circuito Poniente Plazas y Universidades                                  | 24                 | Urbanus Plus Mercedes Benz- Busscar    | Minibuses del Poniente (CP) |
|                    | Circuito Rojo                                                             | 16                 | Urbanus Plus OH Mercedes Benz- Busscar | Mobility ADO (CR)           |
|                    | Circuito Periférico exterior                                              | 26                 | Urviabus Scania-Beccar                 | Mobility ADO                |
|                    | Circuito Periférico interior                                              | 26                 | Urviabus Scania-Beccar                 | Mobility ADO                |
|                    | Circuito Metropolitano Interior                                           | 42                 | Urbanus Plus Mercedes Benz- Busscar    | Circuito Metropolitano (CM) |
|                    | Circuito Metropolitano Exterior                                           | 42                 | Urbanus Plus Mercedes Benz- Busscar    | Circuito Metropolitano (CM) |

| Rutas Va y Ven exprés | Rutas Va y Ven exprés                                                               | Rutas Va y Ven exprés | Rutas Va y Ven exprés               | Rutas Va y Ven exprés       |
| N.º ruta              | Nombre ruta                                                                         | N.º unidades          | Modelo unidades                     | Empresa operadora           |
| --------------------- | ----------------------------------------------------------------------------------- | --------------------- | ----------------------------------- | --------------------------- |
|                       | Gran Plaza - Foro GNP                                                               | 3                     | Urbanus Plus Mercedes Benz- Busscar | Grupo Canto (GC)            |
|                       | Av. Aviación - Cd. Industrial - Umán Express                                        | 5                     | Urbanus Plus Mercedes Benz- Busscar | Lineas Urbe (LU)            |
|                       | Circuito Poniente Plazas y Universidades Expréss                                    | 6                     | Urbanus Plus Mercedes Benz- Busscar | Minibuses del Poniente (CP) |
|                       | Circuito Rojo Expréss                                                               | 6                     | Urbanus Plus Mercedes Benz- Busscar | Mobility ADO (CR)           |
| R.807                 | Mérida - Komchén - Sierra Papacal - Parque Científico *                             | 3                     | Urbanus Plus Mercedes Benz- Busscar | Grupo Canto (GC)            |
| R.808                 | Francisco de Montejo - Parque Industrial Yucatán - Komchén - Kikteil - Dzidzilché * | 3                     | Urbanus Plus Mercedes Benz- Busscar | Grupo Canto (GC)            |
| R.809                 | Chichí Suárez - Sitpatch - Santa María Chí - X-Cuyum *                              | 8                     | ZK6106CHEVC Yutong Híbrido          | Pioneros del Confort (PC)   |

- * Las rutas 111, 405, 807, 808 y 809 solo están activas en horarios específicos

| Rutas Nocturnas Va y Ven | Rutas Nocturnas Va y Ven                             | Rutas Nocturnas Va y Ven |
| N.º ruta                 | Nombre ruta                                          | Modelo unidades          |
| ------------------------ | ---------------------------------------------------- | ------------------------ |
|                          | Centro - 42 sur - Cielo Alto                         | Nissan Van               |
|                          | Centro - 60 sur                                      | Nissan Van               |
|                          | Centro - Umán                                        | Nissan Van               |
|                          | Centro - Tixcacal - Juan Pablo II                    | Nissan Van               |
|                          | Centro - Canek - Caucel                              | Nissan Van               |
|                          | Centro - Fco. Montejo - Las Américas                 | Nissan Van               |
|                          | Centro - Harbor                                      | Nissan Van               |
|                          | Centro - La Isla                                     | Nissan Van               |
|                          | Centro - Cholul                                      | Nissan Van               |
|                          | Centro - Kanasín                                     | Nissan Van               |
|                          | Centro - Brisas - Polígono 108                       | Nissan Van               |
|                          | Centro - Fidel Velázquez - Los Héroes                | Nissan Van               |
|                          | Centro - Villas de Oriente                           | Nissan Van               |
|                          | Centro - Lindavista - Plaza Dorada - Hospital Juárez | Nissan Van               |
|                          | Centro - Av.86 - San Marcos                          | Kinglong K06             |

### Feria X'matkuil y Carnaval de Mérida
Durante la realización de los eventos en el recinto ferial en la comisaría Xamatkuil, el Carnaval de Mérida y la Feria Internacional Yucatán Xmatkuil, la Agencia de Transporte de Yucatán habilita rutas que van desde diversos puntos de la ciudad hacia el recinto ferial.
Estas rutas van variando dependiendo del evento y la demanda de pasajeros solicitados por el gobierno estatal de Yucatán o el Ayuntamiento de Mérida.
Igualmente se habilita una ruta Exprés (R-510) desde el centro de Mérida hacia Xmatkuil, el cual tiene menos paraderos en su recorrido.
| Rutas Va y Ven Feria Xmatkuil | Rutas Va y Ven Feria Xmatkuil              |
| N.º ruta                      | Nombre ruta                                |
| ----------------------------- | ------------------------------------------ |
|                               | San José Tzal - Dzununcán - Feria Xmatkuil |
|                               | Periférico - Dzununcán - Feria Xmatkuil    |
|                               | Ciudad Caucel - Feria Xmatkuil             |
|                               | Umán - Feria Xmatkuil                      |
|                               | Xmatkuil Express                           |
|                               | Los Héroes - Feria Xmatkuil                |
|                               | Kanasín - Feria Xmatkuil                   |
|                               | CETRAM Canek - Feria Xmatkuil              |
|                               | CETRAM Umán - Feria Xmatkuil               |
|                               | CETRAM Oriente - Feria Xmatkuil            |

## Tarifas y métodos de pago

### Credenciales Va y Ven
Actualmente el Sistema de Transporte Va y Ven cuenta con un método de pago general que es mediante Tarjetas inteligentes estandarizadas en tres tarifas para viajes iniciales.
| Tarifa General  | Tarifa Social                             | Tarifa Especial                  |
| --------------- | ----------------------------------------- | -------------------------------- |
| Público general | Estudiantes y Personas de la tercera edad | Personas con alguna discapacidad |
| 12 pesos        | 5 pesos                                   | Gratis                           |
| Tarjeta Verde   | Tarjeta Amarilla                          | Tarjeta Blanca                   |
|                 |                                           |                                  |

Adicionalmente el sistema Va y Ven en su modalidad de Rutas Nocturnas cuenta con una tarifa diferenciada.
| Tarifa General  | Tarifa Social                             | Tarifa Especial                  |
| --------------- | ----------------------------------------- | -------------------------------- |
| Público general | Estudiantes y Personas de la tercera edad | Personas con alguna discapacidad |
| 15 pesos        | 7.50 pesos                                | Gratis                           |
| Tarjeta verde   | Tarjeta Amarilla                          | Tarjeta Blanca                   |
|                 |                                           |                                  |

De igual manera la Ruta Aeropuerto cuenta con una tarifa diferencia.

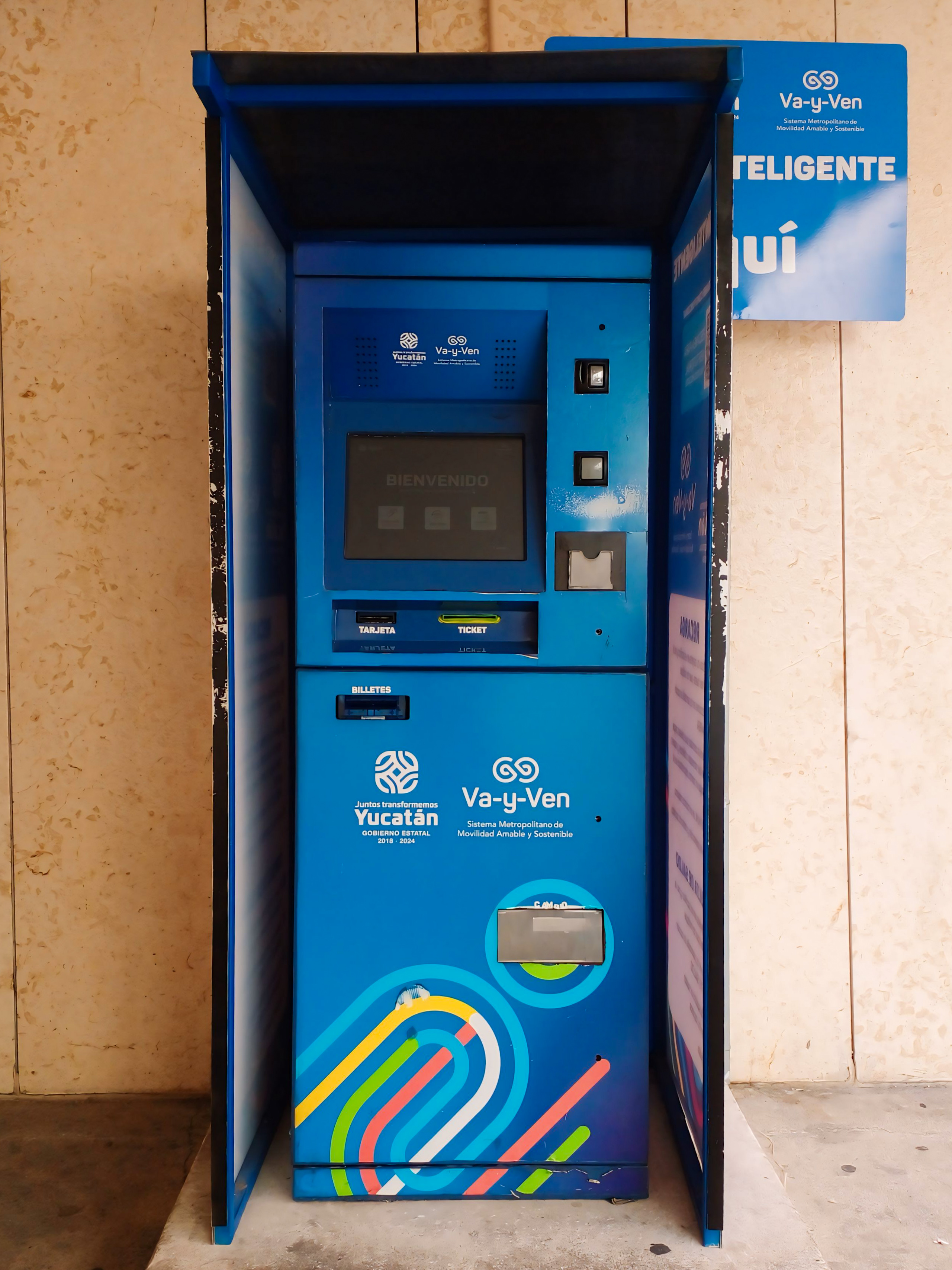
Cajero Va y Ven en el Palacio de la Música.

| Tarifa General  | Tarifa Social                             | Tarifa Especial                  |
| --------------- | ----------------------------------------- | -------------------------------- |
| Público general | Estudiantes y Personas de la tercera edad | Personas con alguna discapacidad |
| 45 pesos        | 12 pesos                                  | Gratis                           |
| Tarjeta Verde   | Tarjeta Amarilla                          | Tarjeta Blanca                   |
|                 |                                           |                                  |

## Sistemas de pago y tarifas
Actualmente el IE-TRAM cuenta con diferentes métodos de pago:
- Tarjetas Va y Ven
- E-ticket
- Boleto Único
- Google Wallet
- Apple Pay
- Tarjetas de Crédito
- Tarjetas de Débito

### Sistema de descuento de transbordos
Al ser un Sistema de Transporte Integral, el Va y Ven cuenta con descuentos al realizar transbordo entre dos o más rutas en un lapso de 120 minutos a partir del primer pago. Estos descuentos son aplicables a máximo tres rutas o unidades diferentes continuas, al rebasar las 4 unidades o rutas, vuelve a reiniciar el pago como si fuera el primero. Los transbordos pueden ser con las mismas rutas solo que deben ser diferentes unidades para que sea válido.

### Compra, trámite y recargas de Tarjetas Inteligentes
Las Tarjetas inteligentes Va y Ven azules se pueden adquirir y recargar en los cajeros automáticos Va y Ven localizados en el Periférico de Mérida, Palacio de la Música, Parque La Plancha y las comisarías de Komchén e Xmatkuil. También se pueden adquirir y recargar en las tiendas Oxxo, Super Willys, Dunosusa y Super Akí de los municipios de Mérida, Kanasín, Umán, Conkal y Ucú. El precio de compra de estas tarjetas es de $25.00 pesos. 
Las tarjetas sociales de estudiantes, adultos de la tercera edad y personas con discapacidad se tienen que tramitar en los módulos fijos y temporales oficiales dispuestos por la Agencia de Transporte de Yucatán. Y del mismo modo, se pueden recargar (tarjetas amarillas) en los cajeros automáticos Va y Ven, así como en las tiendas Oxxo, Super Willys, Dunosusa y Super Akí de los municipios de Mérida, Kanasín, Umán, Conkal y Ucú.